# A28-as autópálya (Németország)
Az A28-as autópálya (németül: Bundesautobahn 28) egy autópálya Németországban. Hossza 96 km.